# Farlowella
Farlowella – rodzaj słodkowodnych ryb sumokształtnych z rodziny zbrojnikowatych (Loricariidae), obejmujący ok. 30 gatunków. Niektóre z nich są popularnymi rybami akwariowymi, zaliczanymi do glonojadów.
W języku polskim proponowana jest nazwa zwyczajowa szydlik, z racji wydłużonego ciała, pyska w kształcie rostrum i bardzo długiego ogona kształtem i grubością przypominającego patyczaki.

## Zasięg występowania
Północna i środkowa część Ameryki Południowej: Wenezuela, Kolumbia, Boliwia, Ekwador, Paragwaj, Surinam, Gujana, Gujana Francuska, Peru, Brazylia i Argentyna.

## Klasyfikacja
Gatunki zaliczane do tego rodzaju:
| - Farlowella acus – szydlik iglasty - Farlowella altocorpus - Farlowella amazonum - Farlowella colombiensis - Farlowella curtirostra - Farlowella gianetii - Farlowella gladiolus - Farlowella gracilis - Farlowella hahni - Farlowella hasemani - Farlowella henriquei - Farlowella isbrueckeri - Farlowella jauruensis - Farlowella knerii - Farlowella mariaelenae | - Farlowella martini - Farlowella mitoupibo - Farlowella nattereri - Farlowella odontotumulus - Farlowella oxyrryncha - Farlowella paraguayensis - Farlowella reticulata - Farlowella rugosa - Farlowella schreitmuelleri - Farlowella smithi - Farlowella taphorni - Farlowella venezuelensis - Farlowella vittata - Farlowella yarigui |

Gatunkiem typowym jest Acestra acus (F. acus).

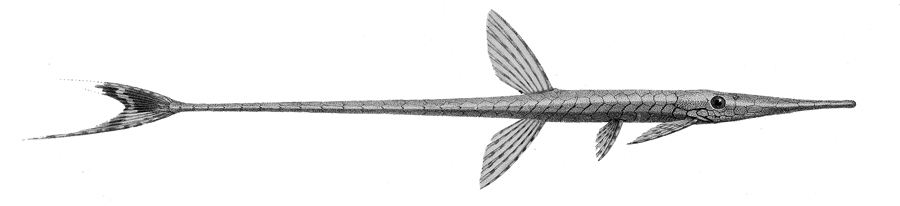
Farlowella knerii